# د-دریم
تریز یانگ‌دل نش (زادهٔ ۱۴ ژوئن ۱۹۷۸) شناخته‌شده نام هنری د-دریم (انگلیسی: The-Dream) خواننده، ترانه‌نویس و تهیه‌کننده موسیقی اهل ایالات متحده آمریکا است. برخی از اعتبارات نویسندگی‌اش شامل همکاری در سرودن ترانه‌هایی مانند «من در برابر موسیقی» (۲۰۰۳) از بریتنی اسپیرز، «چتر» (۲۰۰۷) از ریانا، «خانم‌های مجرد (یک حلقه رویش بگذار)» (۲۰۰۸) از بیانسه و «عزیزم» (۲۰۱۰) از جاستین بیبر است.
وی همچنین برندهٔ جوایزی همچون ۳ جایزه گرمی شده‌است.